# Ichthyoxenus tanganyikae
Ichthyoxenus tanganyikae is een pissebed uit de familie Cymothoidae. De wetenschappelijke naam van de soort is voor het eerst geldig gepubliceerd in 1965 door Fryer.